# Jászboldogháza

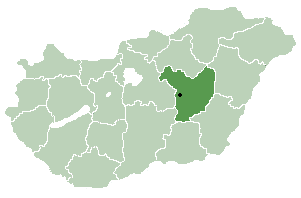
Jászboldogházas läge i Jász-Nagykun-Szolnok.

Jászboldogháza är en by i provinsen Jász-Nagykun-Szolnok i Norra slättlandet i Ungern. Byn har 1 830 invånare (2001).